# Любомир Гузар (срібна монета)
«Любоми́р Гу́зар» — ювілейна монета номіналом 5 гривень зі срібла, випущена Національним банком України. Присвячена одному з духовних лідерів українського народу — Патріарху Любомиру Гузару. Любомир Гузар народився у Львові, але у 1944 році його родина змушена була емігрувати за кордон. Він вчився та працював в Австрії, США, Італії, а на Батьківщину повернувся після проголошення незалежності України. У 2001 році очолив Українську греко-католицьку церкву. Завдяки Любомиру Гузару було ухвалено рішення про перенесення престолу до Києва й будівництво Патріаршого собору Воскресіння Христового. У 2011 році Любомир Гузар покинув пост Глави Української греко-католицької церкви, але до кінця життя активно займався громадською діяльністю.
Монету введено в обіг 15 лютого 2018 року. Вона належить до серії «Видатні особистості України».

## Опис монети та характеристики
| Номінал грн. | Метал            | Маса, г       | Діаметр, мм | Якість виготовлення | Гурт                           | Тираж, штук |
| ------------ | ---------------- | ------------- | ----------- | ------------------- | ------------------------------ | ----------- |
| 5            | срібло 925 проби | 15,55 / 16,81 | 33,0        | пруф                | гладкий із заглибленим написом | 2 000       |

### Аверс
На аверсі монети розміщено: Патріарший собор Воскресіння Христового (м. Київ) на дзеркальному тлі стилізованого хрестоподібного проміння; унизу — малий Державний Герб України, праворуч від якого написи: «УКРАЇНА», номінал — «5 ГРИВЕНЬ» та рік карбування монети — «2018».

### Реверс
На реверсі монети зображено портрет Любомира Гузара, ліворуч від якого роки його життя «1933/2017» та по колу розміщено написи: «ПАТРІАРХ ЛЮБОМИР ГУЗАР» (угорі), «МОЯ МРІЯ» — «БУТИ ЛЮДИНОЮ» (унизу).

## Автори

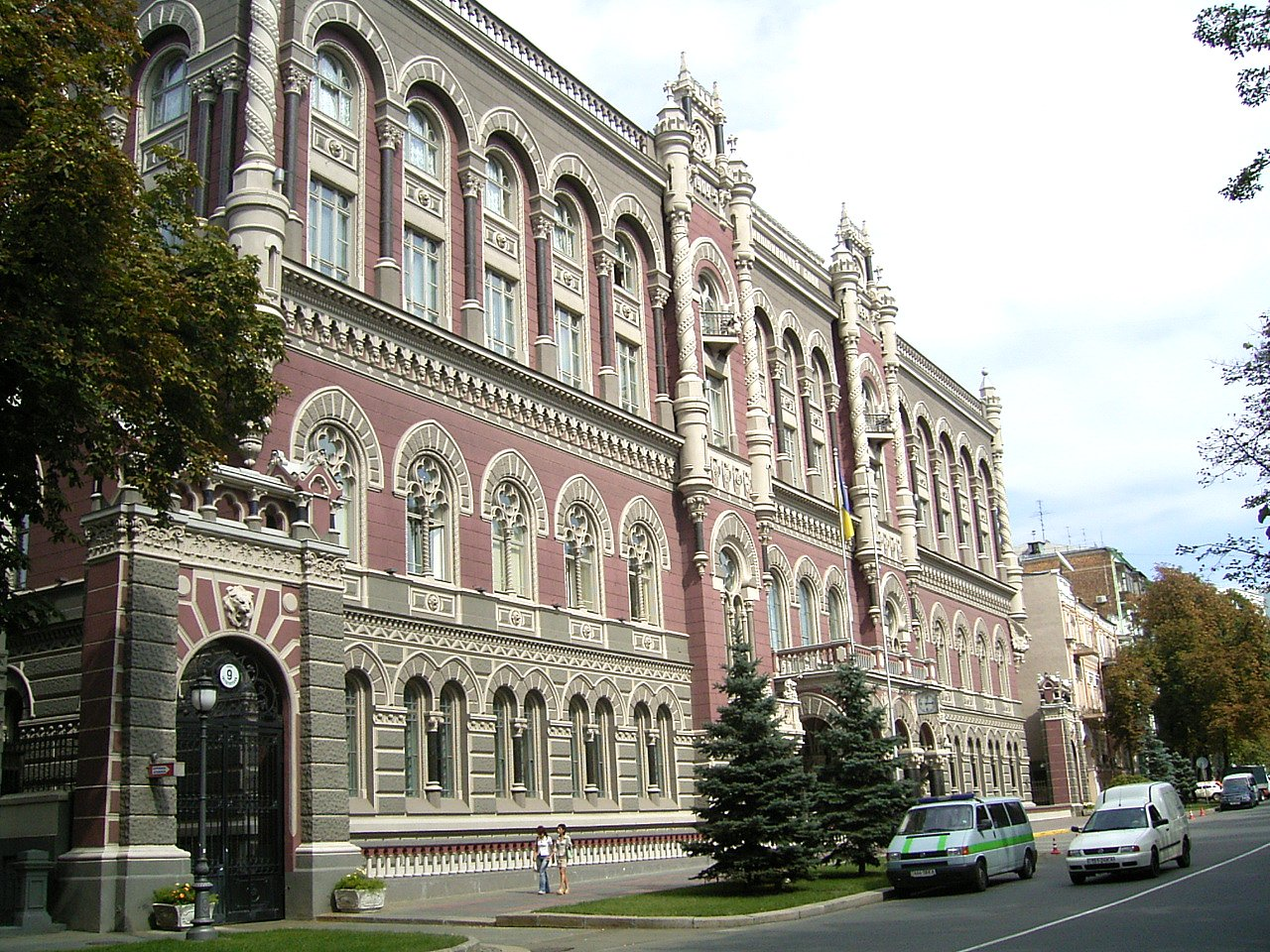
Будівля Національного банку України

- Художники: Таран Володимир, Харук Олександр, Харук Сергій.
- Скульптори: Демяненко Анатолій, Атаманчук Володимир.

## Вартість монети
Під час введення монети в обіг у 2018 році, Національний банк України реалізовував монету через свої філії за ціною 570 гривень.
Фактична приблизна вартість монети, з роками змінювалася так:
| Рік        | 2018  | 2019  | 2020  | 2021  | 2022  | 2023  | 2024  | 2025  |
| ---------- | ----- | ----- | ----- | ----- | ----- | ----- | ----- | ----- |
| Ціна, грн. | 3 850 | 7 900 | 7 100 | 6 300 | 6 500 | 6 800 | 7 000 | 6 800 |